# Буддизм в Великобритании
Буддизм в Великобритании — насчитывает небольшое, но постоянно растущее количество последователей, число которых пополняется в основном за счёт новообращенных. Согласно переписи населения 2001 года, буддизм в Великобритании исповедовало около 152 000 человек (около 0,3 % населения страны). После переписи населения в 2011 года выяснилось, что количество буддистов в Великобритании выросло на 0,1 % по сравнению с 2001 и составляет около 0,4 % населения. Всего в Великобритании находится около 800 буддистских групп и центров и 750 монастырей и храмов.
Первоначально представление о буддизме в Британии складывалось в связи c интересом учёных к традиции буддизма тхеравады Бирмы, Таиланда и Шри-Ланки, что в конечном итоге привело к основанию Общества палийских текстов, которое взяло на себя серьёзную задачу по переводу буддийского канона с пали на английский.
Первыми практиками буддизма, прошедшими ритуал обращения в буддизм в 1880 году, стали теософы Блаватская и Генри Олкотт. В дальнейшем влияние Теософского общества и буддизма тхеравады ощущалось в Великобритании до середины XX века.
Начиная с 50-х годов XX века в Великобритании начал усиливаться интерес к дзэн-буддизму. А в 1965 году в Шотландии был основан монастырь Kagyu Samyé Ling и центр тибетского буддизма.
Сейчас, кроме тхеравады и тибетского буддизма, в Великобритании представлены все остальные школы и направления буддизма, имеющие свои центры и монастыри. Среди направлений тибетского буддизма, развитие которых происходит под влиянием лам нетибетского происхождения, можно назвать буддизм Алмазного пути.
Наиболее крупной и влиятельной организацией в Европе считается Буддийское общество Великобритании (основано в 1924 г.), издающее журнал «The Middle Way» («Срединный путь»), который публикует информацию о буддизме в европейских странах и в США. В Великобритании существуют также Буддийская миссия (с 1926 г.), Лондонская буддийская вихара (с 1954 г.), храм Буддхападипа (с 1966 г.), Тибетский центр, Британская буддийская ассоциация (с 1974 г.), Дзэнский тренировочный центр, «Друзья западной буддийской общины» и др. Всего таких организаций около 40, они являются членами Буддийского общества Великобритании.